# Luís Cabral
Luís Cabral (ur. 10 kwietnia 1931 w Bissau, zm. 30 maja 2009 w Torres Vedras (Portugalia)) – pierwszy prezydent Gwinei Bissau. Funkcję swoją sprawował od ogłoszenia niepodległości 24 września 1973 do 14 listopada 1980, kiedy został obalony przez pucz wojskowy. Był członkiem Afrykańskiej Partii Niepodległości Gwinei i Wysp Zielonego Przylądka.

## Życiorys
Urodził się w ówczesnej kolonialnej Gwinei Portugalskiej. Pochodził z rodziny Kabowerdeńczyków. W 1956 roku znalazł się w gronie pięciu współzałożycieli Afrykańskiej Partii Niepodległości Gwinei i Wysp Zielonego Przylądka (PAIGC). Innym z założycieli partii był jego brat Amílcar. Po śmierci Amílcara, w 1973 roku, stanął na czele gwinejskiej frakcji PAIGC. Konkurował z kabowerdeńską frakcją Aristidesa Pereiry. Spór dotyczył tego, kto miał pełnić w ugrupowaniu większą rolę.
Gdy w 1974 roku w Portugalii doszło do militarnego puczu (rewolucja goździków), nowy rząd nadał niepodległość koloniom w Afryce. Cabral jako lider frakcji kabowerdeńskiej PAIGC został wybrany pierwszym prezydentem nowo powstałego państwa, Gwinei Bissau. W polityce wewnętrznej próbował utworzyć państwo o modelu socjalistycznym, na arenie międzynarodowej dążył do zjednoczenia Gwinei Bissau i Wysp Zielonego Przylądka. Uzyskał wsparcie finansowe Stanów Zjednoczonych (kraj ten jako pierwszy utworzył ambasadę w Bissau) ale także Chin i Związku Radzieckiego. Na skutek wewnątrzpartyjnych intryg Cabral przez cały okres swoich rządów zmagał się z brakiem zaufania względem własnej partii.
W czasie pełnienia swojej funkcji wprowadził wiele reform gospodarczych i społecznych. Jako że Gwinea nie posiadała cennych surowców naturalnych, przestawił on kraj na produkcję rolniczą. Utworzył rząd jednopartyjny. W dziedzinie społecznej tworzył organizacje społeczne młodzieżowe i kobiece. Z jego inicjatywy powstała organizacja młodzieżowa partii, Juventude Africana Amilcar Cabral, i organizacja kobiet, União Democrática das Mulheres da Guiné.
Po obalenia jego rządu w 1980 roku w wyniku zamachu stanu (spowodowanego niechęcią do Kabowerdeńczyków) został na 13 miesięcy uwięziony przez João Bernardo Vieirę – nowego prezydenta. Po uwolnieniu przeprowadził się na Kubę, a następnie zamieszkał w Portugalii. Pod koniec życia powrócił do kraju.
Był przyrodnim bratem przywódcy PAIGC, Amilcara Cabrala.